# Río Três Forquilhas

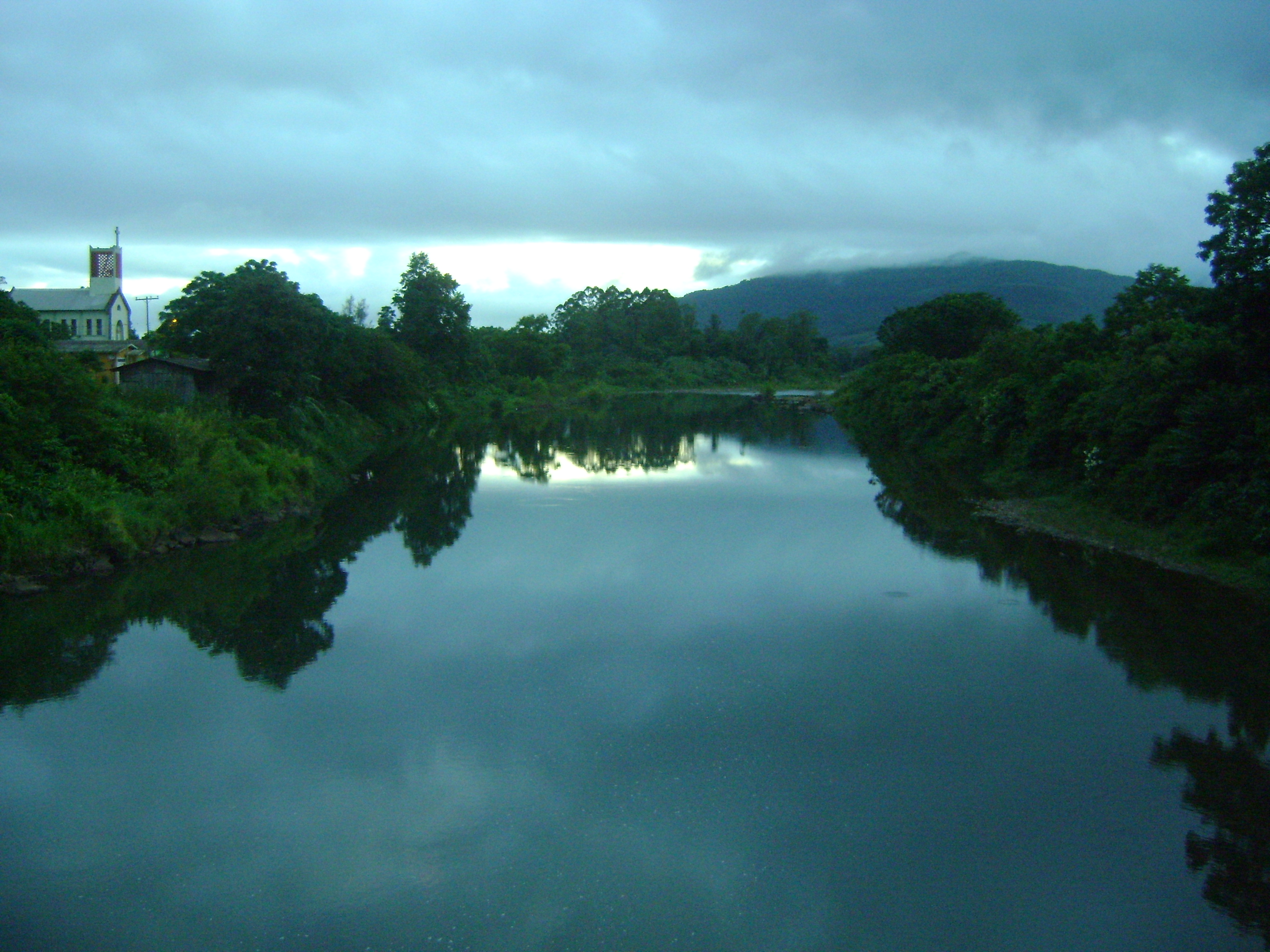
Río Três Forquilhas en Brasil

El río Três Forquilhas (en español Tres Tenedores) es un río ubicado en el municipio brasileño de Três Forquilhas, en el noreste del estado de Rio Grande do Sul. 
El origen del nombre fue dado por el diseño del río que se divide en tres puntos que forman tres tenedores.